# Селище (Ніжинський район)
Се́лище — село в Україні, у Мринській сільській громаді Ніжинського району Чернігівської області. Населення становить 574 особи.

## Історія
1706 року в селі було побудовано церкву Святої Параскеви. 1881 року стару церкву було продано за 500 рублів в с. Колісники, а на її місці було побудовано новий храм Олександра Невського.
Близько 1888 року в селі згоріло початкове народне училище.

## Мікротопоніми
Кутки – Павсюківка, Вигон, Видровка, Ріповка, Табор, Песківка, Шевченківка; 
Річки – Остер, Рудка ( Пересихає Влітку); Копанка – Сажалка; 
Поля – Макарова Гора, Пастовень894, Овруцьке, Рудькове, Либедиха, Шкарубиха; 
Урочища – Сага Перша, Сага Друга, Партизанська Переправа, Ястребне, Настарша, Староріччя, Карпусів Грудок, Старе Русло, Острови, Лозки, Грузька, Хворостянки, Козакове; 
Долина — Чащ.

## Постаті
- Гребеник Максим Анатолійович (1992—2023) — український солдат, нагороджений орденом «За мужність» (посмертно).